# Troy Nathan
Troy Nathan (Auckland, 9 ottobre 1983) è un rugbista a 15 e allenatore di rugby a 15 neozelandese, gioca principalmente come apertura e centro al VII Rugby Torino.

## Biografia
Già ai tempi della high school Nathan rappresentò la Nuova Zelanda e presto fu selezionato per la rappresentativa provinciale del Counties Manukau impegnata in Mitre 10 Cup, risultando uno dei giocatori più promettenti . Queste prestazioni gli valsero la chiamata nella franchigia degli Chiefs senza però mai scendere in campo. Forte della sua discendenza irlandese, nel 2007 passò al Connacht. Dopo quattro anni sull'isola si trasferì al Glasgow Warriors.
A Gennaio 2013 lasciò la Scozia e si accordò con Mogliano fino a fine stagione. Confermò le sue ottime doti di calciatore e contribuì alla vittoria del primo scudetto della squadra veneta e conquistò il suo primo trofeo. Rimase in Italia ma si trasferì alla S.S. Lazio. Nella capitale divenne uno dei pilastri della squadra tanto da essere selezionato come permit player per le Zebre; curiosamente l'avversario fu Connacht.
Nel 2015 si trasferì ai Lyons. Nonostante l'infortunio resta a Piacenza per due anni iniziando contemporaneamente la carriera da allenatore. Al termine annuncia il ritiro.
Nel 2018 torna in campo ma questa volta nelle vesti di allenatore-giocatore nel VII Rugby Torino impegnato in Serie A.

## Palmarès
- Campionati italiani: 1
Mogliano: 2012-13